# Pentax LX
Die Pentax LX kam 1980 auf den Markt, wurde etwa bis zum Jahr 2000 gebaut und noch weit über das Jahr 2000 verkauft. Die LX wurde zum 60-jährigen Jubiläum der Fa. Pentax vorgestellt und auf den Markt gebracht. Daher auch die Bezeichnung LX – also die Zahl 60 in römischen Buchstaben.

Pentax-LX-Systemübersicht

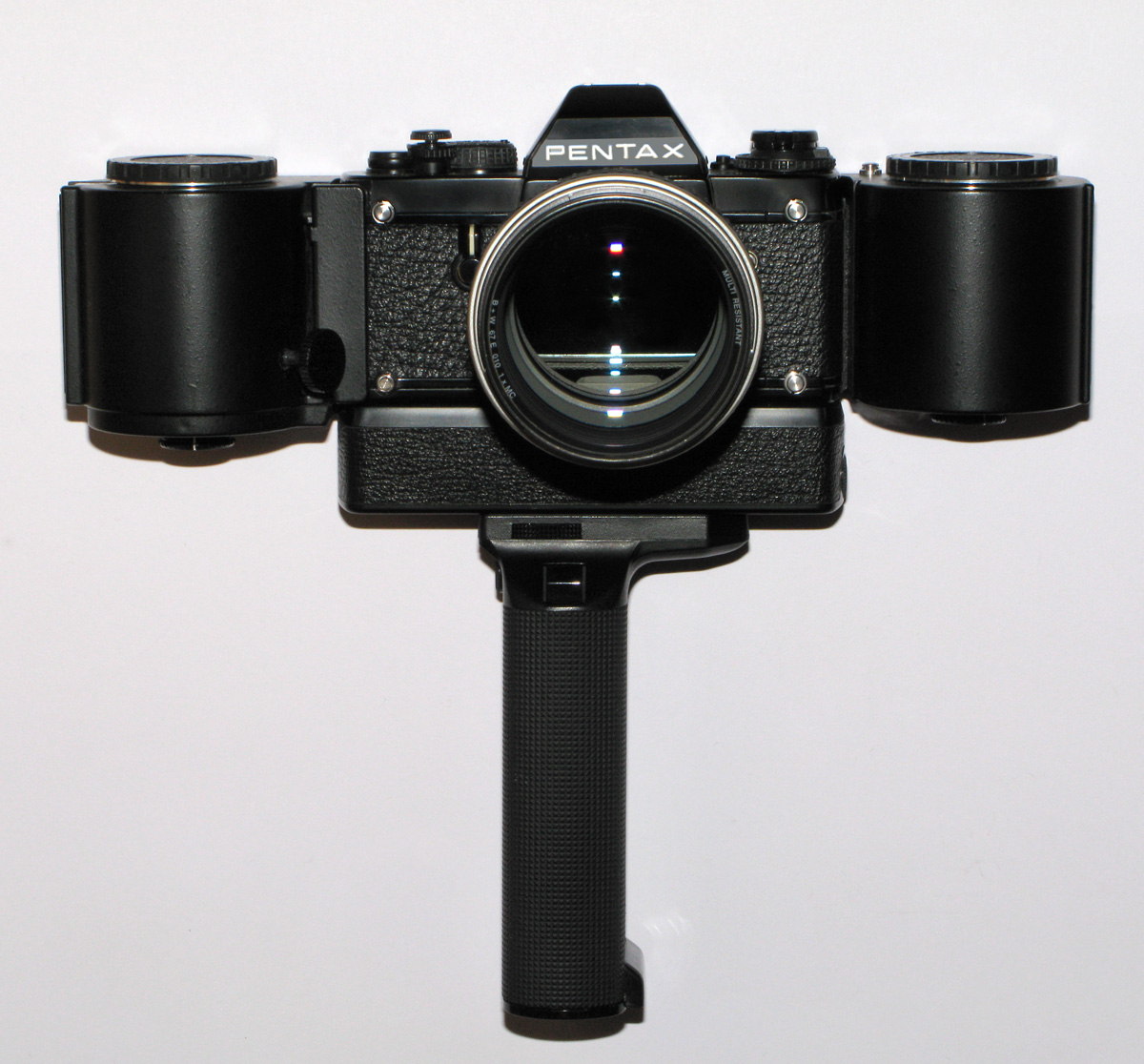
Pentax LX mit Motor, Batteriegriff M, Langfilmmagazin und 1.4/85 mm AF*-Objektiv

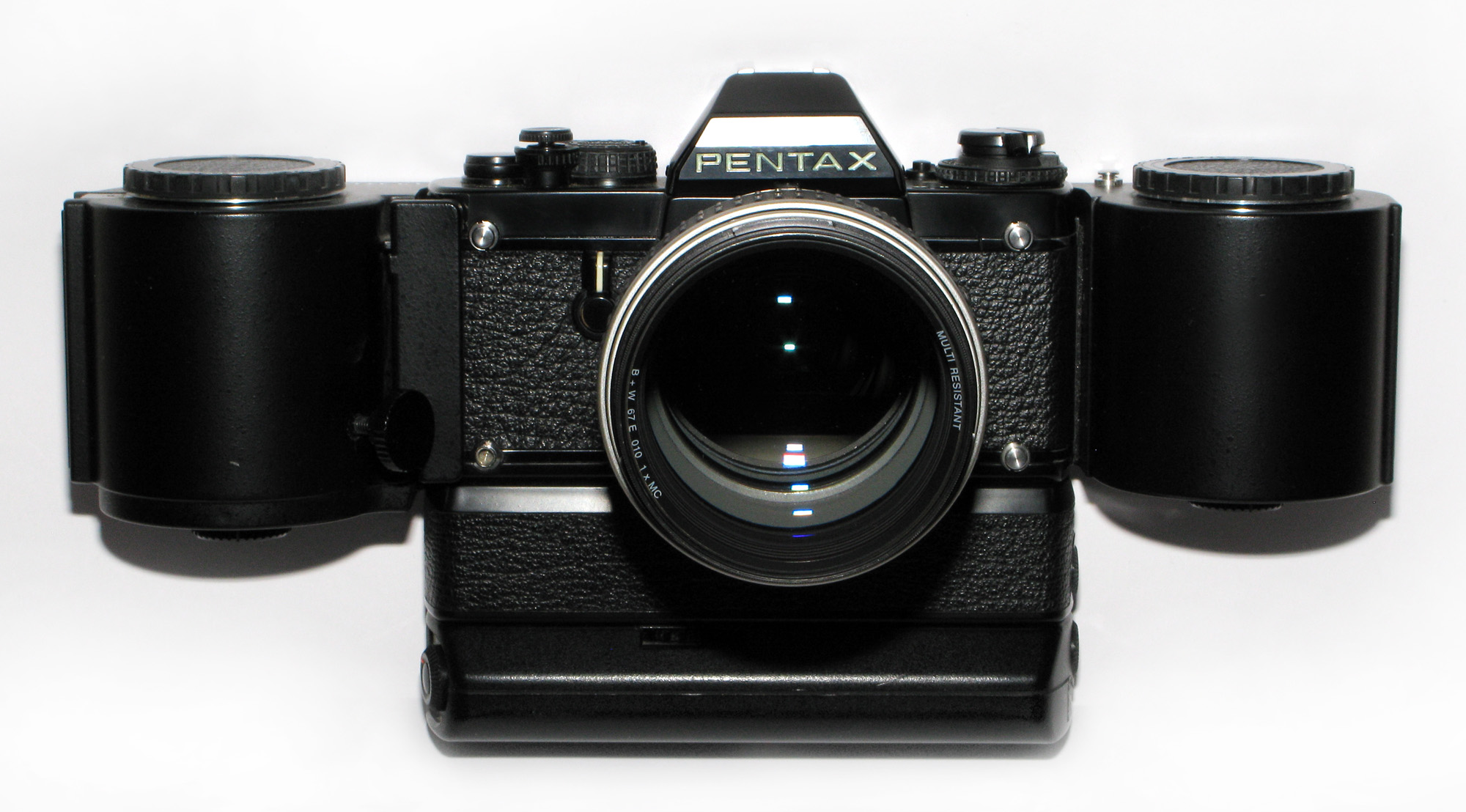
Pentax LX mit Motor, NiCd-Pack LX, Langfilmmagazin LX und 1.4/85-mm-AF*-Objektiv

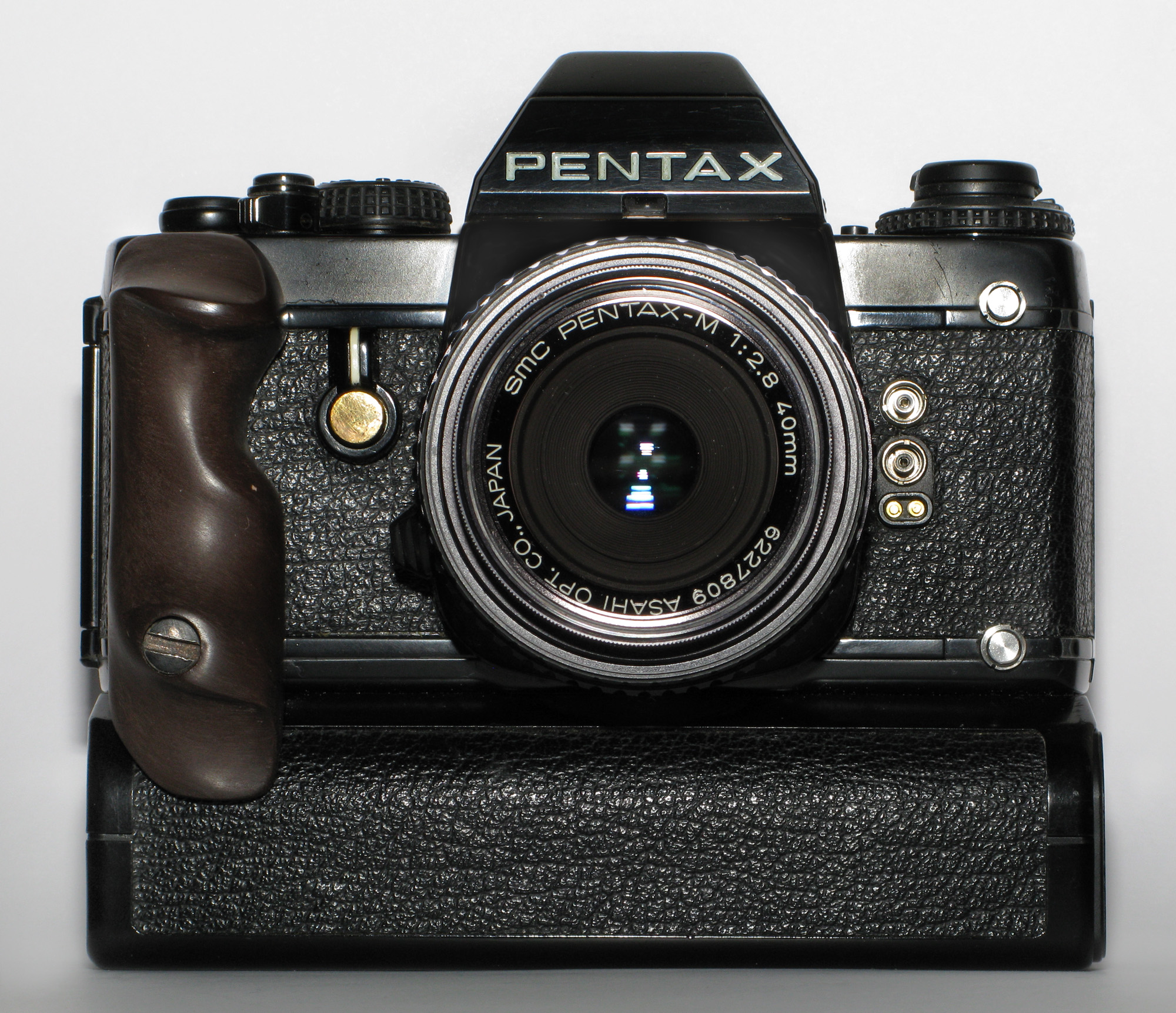
Pentax LX mit Winder LX und 2.8/40-mm-Objektiv und bearbeitetem Griff A

Die LX ist als klassische Profikamera und als Topmodell der Pentax-Spiegelreflexkameras konzipiert. Sie ist modular aufgebaut und in ein umfangreiches Zubehörsystem, bestehend aus Wechselsuchern, Antrieben, Rückwänden, Blitzgeräten, Fernsteuerzubehör und vor allem Objektiven integriert. Nahezu alle Bestandteile wurden extra für die LX neu entwickelt. Die LX bietet Hybridverschluss, IDM-Messsystem, Wechselsucher und Verschlusszeitenbereich bis 125 Sekunden. Die LX wurde in etwa gleichzeitig mit der Nikon F3 und der Canon F-1 New vorgestellt.

## Daten und Ausstattungsmerkmale
Die Pentax LX ist eine 35-mm-Spiegelreflexkamera mit TTL-Lichtmessung. Der Objektivanschluss ist das K-Bajonett.
Verschluss:
Der Verschluss der LX ist ein sogenannter Hybrid-Verschluss, mit ultradünnen Titan-Rollos, der horizontal abläuft. Hybrid deshalb, da dieser Verschluss sowohl mechanisch als auch elektronisch gesteuert wird und damit auch ohne Batteriestrom noch arbeitet. Dabei werden die kurzen Zeiten (1/2000 bis 1/75 s) mechanisch und die langen Zeiten (1/60 bis 125 Sekunden) elektronisch gesteuert.
Die Verschlusszeit wird „klassisch“ über einen Verschlusszeitenknopf auf der Oberseite der Kamera eingestellt. Die manuellen Verschlusszeiten sind über diesen Knopf von 4 bis 1/2000 Sek. einstellbar (plus X und B). Bei Zeitautomatik (Stellung A auf dem Verschlusszeitenknopf) steuert die Kamera Verschlusszeiten von vollen 125 Sekunden bis zur 1/2000 Sekunde. Die Blitzsynchronzeit beträgt 1/75 Sekunde.
Messsystem bzw. Messcharakteristik:
Das Messsystem der LX ist in das Gehäuse integriert und funktioniert auch ohne angesetzten Sucher. Dieses integrierte Direkt-Messsystem (IDM) misst das von der Filmoberfläche reflektierte Licht sogar noch während der Belichtung. Die Messung ist unabhängig von Blende, Mattscheibe und Sucher und berücksichtigt damit auch kurzfristige Veränderungen der Beleuchtungssituation, die noch während der Belichtung stattfinden.
Dieses Messverfahren findet auch bei Blitzbetrieb statt, wieder direkt auf der Filmoberfläche, und dosiert die Blitzlichtmenge. Die LX verwendet eine stark mittenbetonte Integralmessung für die Belichtungsmessung. Die Mittenbetonung ist bei manuellem Betrieb stärker ausgeprägt als bei automatischem. Bei Automatik ist das Messfeld etwas größer und reicht bis zum unteren Bildrand.
- Messumfang bei Nachführmessung: LW 1 bis 19.
- Messumfang bei Zeitautomatik: LW −6,5 bis 20

Selbstauslöser / Spiegelvorauslösung / Abblendhebel über Multifunktionshebel:
Der Selbstauslöser ist bei der LX mechanisch und hat eine variabel einstellbare Vorlaufzeit zwischen 4 und 12 s (Einstellung am Multifunktionshebel an der Vorderseite der Kamera).
Sucher:
Die LX verfügt über auswechselbare Sucher. Es gibt insgesamt sechs verschiedene Sucher (FA-1, FA-1W, FA-2, FE-1, FF-1, FB-1). Der FB-1 nimmt eine Sonderstellung unter den Wechselsuchern von Spiegelreflexkameras ein. Er ist eine Sucherbasis mit Bajonettanschluss. Auf dieser Basis können drei verschiedene Aufsätze montiert werden (FD-1, FD-2, FC-1).
Die Sucher der LX zeigen horizontal 98 % und vertikal 95 % des Bildfeldes an sowie die Verschlusszeitenskala und teilweise auch die am Objektiv eingestellte Blende. Die Sucher bieten Vergrößerungen zwischen 0,55× und 1,35× und der Augenkreis liegt zwischen 15 und 60 mm. Der größte Teil der Sucher bietet einstellbaren Dioptrienausgleich.
Sucherinformationen:
Der Sucher der LX bietet ein klares, helles Sucherbild. – Auf der rechten Seite werden die eingestellten bzw. gemessenen Verschlusszeiten durch 16 LEDs in drei verschiedenen Farben gezeigt. Zeitautomatik wird ebenso gezeigt, manuell eingestellte Zeiten, Blitzbereitschaft und eingestellte Belichtungskorrekturen. In der Mitte über dem Sucherbild wird die Blende (bei den meisten Suchern) vom Objektiv eingespiegelt.
Gehäuse:
Das Gehäuse der LX besteht aus einer robusten und leichten Aluminium-Legierung, die speziell für die LX entwickelt wurde. Dieses Material ist leichter als Zink und fester als Kunststoff und schützt die Kamera damit dauerhaft und zuverlässig gegen Stöße und Erschütterungen. Für das Gehäuse wurde eine schwarze Aluminat-Beschichtung verwendet.
Dem Schutz vor Staub und Feuchtigkeit wurde besonderer Aufwand gewidmet. Die Gehäuse Ober- und Unterkappen sind mit einer speziellen Verschlussmasse abgedichtet. Darüber hinaus sorgen diverse Kunststoff- und Schaumstoffdichtungen und versiegelte Kugellager dafür, dass Feuchtigkeit und Fremdstoffe daran gehindert werden, ins Gehäuse einzudringen.
- Maße: (144,5 × 90,5 × 50) mm³ (mit Sucher FA-1)
- Gewicht: 565 g (mit Sucher FA-1)
- Stromversorgung: ausschließlich zwei 1,55-Volt-Silberoxid-Batterien SR-44. Andere Batterietypen wie 2 LR-44 (1,5V) oder auch eine CR1/3N 3V Lithium Knopfzelle statt 2 SR44 funktionieren zwar in anderen Pentax SLRs prima, in der LX jedoch nur kurz bis gar nicht. Nachlassende Batteriespannung wird durch blinkende Sucher-LEDs angezeigt.

## Zubehör

### Kamera-Antriebe
- Motor-Drive: Der angebotene Motor Drive LX ist klein und kompakt und erreicht 5 Bilder/Sekunde. Die Bildfrequenz ist stufenlos wählbar im Bereich von 0,5 Bilder/Sekunde bis 5 Bildern/Sekunde. Der Motor Drive bietet Rückspulung und kann einen Film mit 36 Aufnahmen innerhalb 8 Sekunden zurückspulen. Für den Motor Drive gibt es folgende Energiequellen: NiCd-Pack LX, Batteriegriff M, Netzteil.
- Winder: Der angebotene Winder LX ist im Vergleich zu Windern anderer Kameras recht voluminös. Der Winder ermöglicht Einzelbildaufnahmen und Serienbild-Aufnahmen mit 2 Bilder/Sekunde und kann einen Film mit 36 Aufnahmen innerhalb ca. 15 Sekunden zurückspulen.

### Handgriffe
Für die LX gibt es zwei verschiedene Griffe, die auf der Vorderseite (links) angeschraubt werden können. Die Griffe verbessern die Handlichkeit der Kamera, insbesondere wenn kein Motor Drive angeschlossen ist. Der Grip A ist ein rechteckiger Kunststoffblock, der per Feile individuell in Form gebracht werden kann. – Der Grip B ist ein vorgeformter Standardgriff.

### Kamera-Rückwände
Die Standard-Rückwand der LX ist gegen folgende Rückwände austauschbar:
- Watch-Data-LX: eine Rückwand mit Uhrzeit bzw. Memo-Feld
- Dial-Data-LX: eine Datenrückwand zur Einbelichtung von Datums- und Zahlenwerten
- Langfilmmagazin: 10 m Filmmaterial für bis zu 250 Aufnahmen.

### Mattscheiben
14 auswechselbare Typen von Mattscheiben, von der Vollmattscheibe bis zur Version mit Schnittbild bzw. Mikroprismenring. Die Mattscheiben der Pentax MX sind auch verwendbar, liefern allerdings ein dunkleres Sucherbild. Die Mattscheiben werden durch das Objektivbajonett gewechselt (wie auch bei der Pentax MX).

### Fernauslösezubehör
Für die Steuerung der LX aus der Entfernung gibt es eine Reihe von Zubehör:
- Mehrere Fernauslösekabel, die über Schalter, den Batteriegriff M oder das Pentax-Netzteil ausgelöst werden.
- Infrarotfernsteuerung, die aus bis zu 60 m Entfernung bis zu drei Kameras auslösen kann.

## Versionen
Die LX wurde seit ihrem Erscheinen im Jahr 1980 nahezu unverändert produziert. Äußeres und offensichtlichstes Merkmal für eine grundsätzliche Unterscheidung der Versionen ist die Auslöseverriegelung. – Bei der ersten Version ist sie wie bei der Pentax MX in Form eines „Riegels“ der nach vorne zeigt. – Bei dem späteren Modell liegt die Auslöseverriegelung in Form eines „Kragens“ um den Auslöser herum und kann ebenfalls von links nach rechts gedreht werden.
- 1. Version: Riegelförmige Auslöserverriegelung, ASA-Bereich von 6 bis 3200. Mess-System kann durch Verriegelungsknopf der Belichtungskorrektur aktiviert werden. Dämpfungsgummis an Spiegelmechanik verhärten und führen nach einigen Jahren zum bekannten „Sticky-Mirror-Problem“.
- 2. Version: Kragenförmige Auslöserverriegelung, ASA-Bereich von 6 bis 3200. Mess-System kann durch Verriegelungsknopf der Belichtungskorrektur aktiviert werden. Dämpfungsgummis wurden überarbeitet. Sticky-Mirror-Problem tritt bei diesen Kameras so gut wie nicht mehr auf.

(Für die bisher oft erwähnte "erste" Generation mit einer ASA bis 1600 gibt es keinen schriftlichen Nachweis. Dokumentiert sind selbst in allen Broschüren ab Veröffentlichung nur Kameras mit einer ASA bis 3200)

## Sondermodelle
Die LX war lange Jahre das Topmodell der Pentax-Kleinbild-Spiegelreflexkameras. Im Laufe der Jahre wurden vier Sondermodelle in begrenzter Stückzahl produziert:
- 1. Sondermodell: Pentax LX Gold Limited Edition. Diese Version kam 1981 zur Feier der 10.000.000 produzierten Pentax-SLR-Kamera auf den Markt. Die Kamera war vergoldet (18 Karat), mit Schlangenleder-Belederung und wurde im Set mit einem vergoldeten Pentax SMC 1.2/50-mm-Objektiv verkauft. Die Seriennummern dieser Kameras beginnen mit XM und einer dreistelligen Zahl (bspw. XM322).
- 2. Sondermodell: Pentax LX Titanium, titanfarben. Diese Version kam 1994 in einer limitierten Stückzahl von 1000 auf den japanischen Markt. Die Serien-Nummern dieser Kameras liegen im Bereich 7500001 bis 7501000. Die Kamera weist keine spezielle Gravur und Belederung auf, sondern wurde in einer speziellen Box mit braunem Lederriemen verkauft.
- 3. Sondermodell: Pentax LX Titanium, schwarz. Diese Version kam 1996 in einer limitierten Stückzahl von 300 auf den japanischen Markt. Die Serien-Nummern dieser Kameras liegen im Bereich 4013427 bis 4013554. Die Kamera weist den Schriftzug „Titanium“ auf der Vorderseite auf. Die Belederung ist wie bei den Standardmodellen. Sie wurde in einer speziellen Box mit schwarzem Lederriemen verkauft
- 4. Sondermodell: Pentax LX Millennium Y2K-Edition. Diese Version kam 2000 in einer limitierten Stückzahl von 2000 auf den Markt. Die Kamera weist den Schriftzug LX 2000 auf der Vorderseite auf, die Belederung ist braun. Die Millennium-LX ist silberfarben (aber nicht aus Titan) und wurde im Set mit einem silberfarbenen Pentax SMC 1.2/50-mm-Standardobjektiv, einer speziellen Box und Ledertrageriemen verkauft.